# Ivan Kolev (voetballer, 1930)
Ivan Petkov Kolev (Bulgaars: Иван Петков Колев) (Sofia 1 november 1930 – aldaar, 1 juli 2005) was een Bulgaars voetballer. Kolev was een aanvaller. Hij werd in 1956 en 1962 verkozen tot Bulgaars voetballer van het jaar.

## Clubcarrière
Kolev speelde zestien jaar lang voor CSKA Sofia. Met deze club werd hij maar liefst elf keer landskampioen (1951, 1952, 1954, 1955, 1956, 1957, 1958, 1959, 1960, 1961 en 1966) en won hij vijf keer de Bulgaarse voetbalbeker (1951, 1954, 1955, 1962 en 1965). Hij sloot zijn carrière af bij OFC Sliven 2000.

## Interlandcarrière
Kolev speelde 75 interlands voor Bulgarije, waarin hij 25 keer scoorde. Als Bulgaars olympiër nam hij deel aan de Spelen van 1952 (uitschakeling in voorronde) en 1956, toen de bronzen medaille werd behaald. Daarna nam hij nog deel aan het WK van 1962 en het WK van 1966.